# Rönnkobben, Esbo
Rönnkobben är en ö i Finland. Den ligger i Finska viken och i kommunen Esbo i landskapet Nyland, i den södra delen av landet. Ön ligger omkring 10 kilometer sydväst om Helsingfors.
Öns area är 1,1 hektar och dess största längd är 180 meter i öst-västlig riktning. Närmaste större samhälle är Helsingfors, 10,3 km nordost om Rönnkobben.